# Фалерна Скало (Катанцаро)
Фалерна Скало је насеље у Италији у округу Катанцаро, региону Калабрија.
Према процени из 2011. у насељу је живело 1645 становника. Насеље се налази на надморској висини од 20 м.